# Thomas Herbert, 8:e earl av Pembroke
Thomas Herbert, 8:e earl av Pembroke, 5:e earl av Montgomery, KG, PC, FRS, född omkring 1656, död den 22 januari 1733, var en brittisk politiker under Vilhelm III och Annas regeringstider.
Han var son till Philip Herbert, 5:e earl av Pembroke och hans fru Catharine Villiers. 1684 gifte han sig med Margaret, enda dotter till sir Robert Sawyer av Highclere. De fick tillsammans sju söner och fem döttrar (bland dem Henry Herbert, 9:e earl av Pembroke). 
Året innan hade han ärvt faderns earltitlar, efter att hans två äldre bröder, William och Philip, hade dött utan att efterlämna arvingar. Efter första hustruns död gifte han om sig två gånger, i det andra äktenskapet fick han ytterligare en dotter.
Sin politiska karriär hade Herbert redan påbörjat, då han 1679 blev invald i underhuset. 1690 blev han First Lord of the Admiralty, 1692 Lord Privy Seal. Två gånger var han Lord High Admiral, dessutom Lord President of the Council och Lord Lieutenant of Ireland liksom en av Lords Justices. 1689/90 var han president i Royal Society.